# Richmond (Quebec)
Richmond es una ciudad de la provincia de Quebec, Canadá. Es la sede del condado regional de Le Val-Saint-François en la región administrativa de Estrie. Hace parte de las circunscripciones electorales de Richmond a nivel provincial y de Richmond—Arthabasca a nivel federal.

## Geografía
Richmond se encuentra ubicada en las coordenadas 45°40′00″N 72°09′00″O / 45.66667, -72.15000. Según Statistique Canada, tiene una superficie total de 7,12 km² y es una de las 1134 municipalidades en las que está dividido administrativamente el territorio de la provincia de Quebec.

## Demografía
Según el censo de Canadá de 2011, había 3275 personas residiendo en esta ciudad con una densidad de población de 460,2 hab./km². Los datos del censo mostraron que de las 3336 personas censadas en 2006, en 2011 hubo una disminución poblacional de 61 habitantes (-1,8%). El número total de inmuebles particulares resultó de 1616 con una densidad de 226,97 inmuebles por km². El número total de viviendas particulares que se encontraban ocupadas por residentes habituales fue de 1544.